# Жаботинка
Жаботинка (укр. Жаботинка) — правый приток реки Тясмин, протекающий по Черкасскому району (Черкасская область, Украина).

## География
Длина — 18, 21,1 км. Площадь водосборного бассейна — 126, 121 км². Русло реки в среднем течении (южнее села Куликовка) находится на высоте 92,2 м над уровнем моря.
Берёт начало юго-восточнее села Флярковка. Река течёт на северо-восток. Впадает в реку Тясмин (на 49-км от её устья, в 1957 году — на 82-км) восточнее села Чубовка.
Русло средне-извилистое, пересыхает, в нижнем течении выпрямлено в канал (канализировано). На реке есть пруды. Питание смешанное с преобладающим снеговым. Ледостав длится с начала декабря по середину марта. Пойма с очагами лесных насаждений.
Притоки (от истока до устья): безымянные ручьи.
Населённые пункты на реке (от истока до устья):
1. Флярковка
2. Жаботин
3. Куликовка
4. Греково
5. Чубовка